# Monoposthia duodecimalata
Monoposthia duodecimalata är en rundmaskart som beskrevs av Benjamin G. Chitwood 1936. Monoposthia duodecimalata ingår i släktet Monoposthia och familjen Monoposthiidae. Arten är reproducerande i Sverige. Inga underarter finns listade i Catalogue of Life.